# Thyroptera lavali
Thyroptera lavali és una espècie de ratpenat de la família dels tiroptèrids que viu a una petita àrea del nord-est del Perú, l'Equador, Veneçuela i el Brasil.